# Kleinzell
Kleinzell là một thị xã thuộc huyện Lilienfeld trong bang Niederösterreich.